# سرگرم‌ساز (آهنگ)
سرگرم‌ساز (به انگلیسی: The Entertainer) یک قطعهٔ رگ کلاسیک پیانو اثر اسکات جاپلین است که در سال ۱۹۰۲ منتشر شد. این اثر از قطعات کلاسیک موسیقی رگتایم به‌شمار می‌رود و به‌ویژه هنگامی که نسخهٔ تازه‌ای از آن به‌دست ماروین هملیش در موسیقی فیلم نیش به‌کار رفت، محبوبیت تازه‌ای یافت.
انجمن صنعت ضبط موسیقی ایالات متحده آمریکا «سرگرم‌ساز» را در جایگاه دهم از فهرست ترانه‌های قرن جای داده‌است.